# Голубянка зефир
Голубянка зефир (лат. Kretania sephirus) — дневная бабочка из семейства голубянок.

## Этимология названия
Зефир в греческой мифологии — бог западного ветра. Изображался в виде юноши с крыльями бабочки.

## Описание

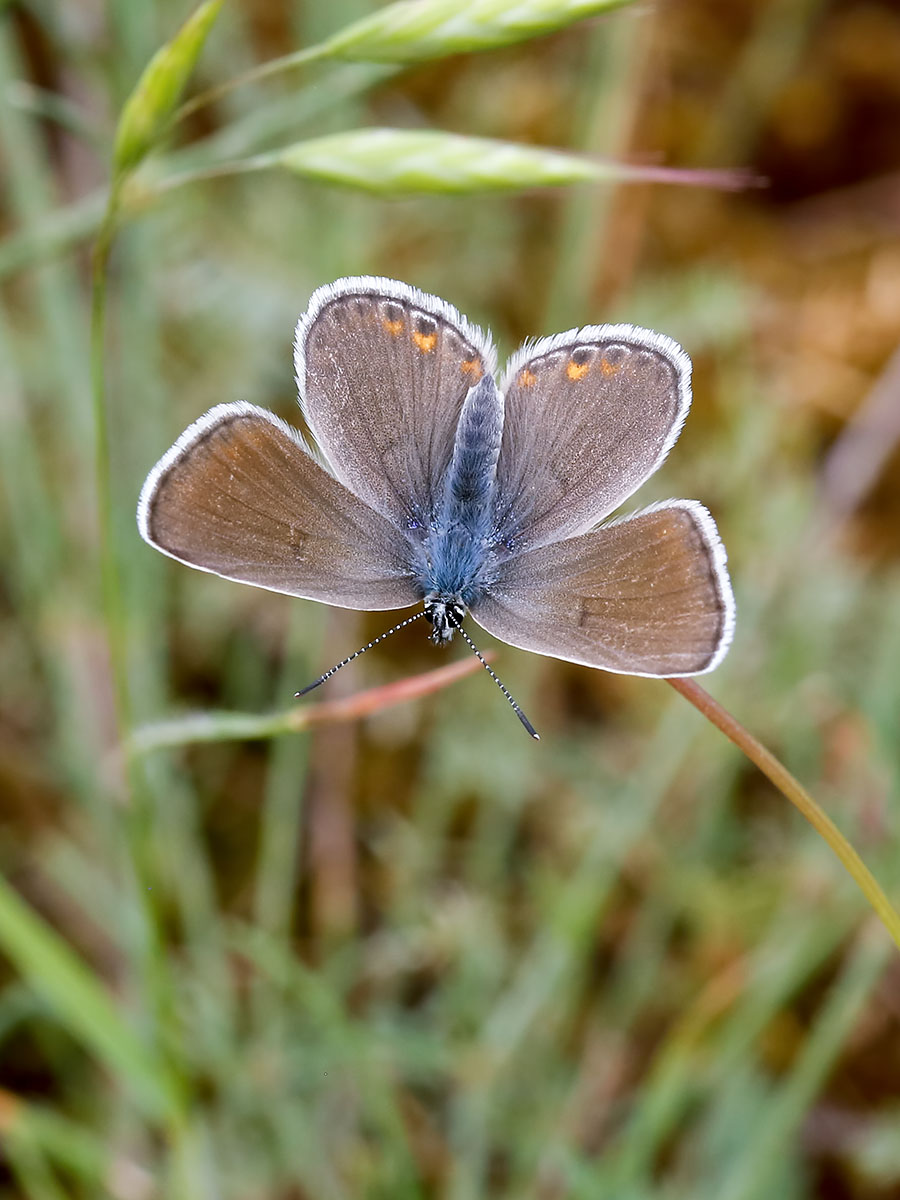

Крылья самца на верхней стороне окрашены в нежный голубой цвет с некоторым розоватым оттенком. Сквозь основной фон крыльев слегка просвечивает рисунок нижней стороны крыла. Бахромка крыльев белого цвета, чёрная кайма очень тонкая. Около заднего угла заднего крыла могут иметься одно-два светло-оранжевых округлых пятна, которые примыкают к мелким нечётким пятнышкам прикраевой перевязи. Окраска крыльев самки — коричневая, с перевязями, образованными разрозненными оранжевыми и черноватыми пятнами вдоль внешнего края крыльев. Фон нижней стороны крыльев у обоих полов светло-серый; на беловатом прикраевом поле имеются яркие округлые пятна оранжевого цвета, особенно крупные у самки. Одно-два чёрных пятнышка, имеющиеся у заднего угла заднего крыла, часто по центру имеют искристо-голубые чешуйки. Прикорневая область с голубоватым напылением.
От сходных видов отличается сплошным серым фоном испода крыльев, не рассечённым в дискальной и субмаргинальной области белыми жилками и, кроме того, уменьшением размера оранжево-красных прикраевых лунок и овально-округлой их формой.

## Замечания по систематике
Украинские популяции рассматриваются некоторыми исследователями как подвид голубянки пилаон (Kretania pylaon).

## Ареал
В Восточной Европе распространён дизъюнктивно — изолированные популяции обитают в Венгрии, Молдавии и Румынии. Редкий и очень локальный на территории Украины вид. Известен по немногочисленным находкам из окрестностей Каменец-Подольского, сёл Китайгород и Демшин (Хмельницкая область). Также указывается для Крыма: северная (и, вероятно, восточная) часть Керченского полуострова, восточная часть ЮБК от Феодосии до села Весёлое, западная часть ЮБК (Ласпи), вероятно, от Фороса до мыса Айя, Тарханкутский полуостров.
В России известен на Кубани — запад Краснодарского края (на хребте Навагир (Анапский район), а также в низовьях реки Пшада). Также ареал охватывает Прикаспий, Закавказье, Северо-Западный Кавказ, серию точек по Северному Кавказу, Азербайджан, Грузию, Армению, Абхазию, Приэльбрусье.
Встречаются нечасто, локально. Населяет участки целинных степей, крутые склоны речных террас, песчаные арены, засушливые остепнённые редколесья, скальные обнажения, горные луга с разреженной кустарниковой и древесной растительностью. В горах поднимаются до 2100 м над уровнем моря.

## Биология
Развивается в одном поколении за год. Время лёта бабочек с начала мая до начала августа, в зависимости от участка ареала и высоты экспозиции в горах.
Яйца откладываются самкой по одному на нижнюю поверхность кормовых растений гусениц — различные виды астрагалов. Яйцо белого цвета, дискообразное, его поверхность мелкоячеистая. Стадия яйца длится 5 дней. Гусеница первого возраста светло-жёлто-зеленоватая с тёмными точками по бокам. По бокам и вдоль спины у неё имеются длинные белые щетинки. Голова буро-чёрного цвета. Гусеницы прогрызают отверстия в эпидермисе листовой пластинки и выедают паренхиму листа. По мере своего развития гусеница становится зелёной, вдоль спины проявляются два ряда пятен белого цвета. Гусеница второго возраста светло-зелёного цвета, питается так же, как в первом возрасте. Достигнув длины около 3,5 мм, гусеницы прекращают питаться и находят место у основания растения или зарываются в почву для зимней диапаузы. Весной после диапаузы цвет гусеницы становится буро-зелёным. Теперь гусеницы начинают питаться листьями, обгрызая их по краям. Достигнув длины 13—14 мм, гусеница покидает кормовое растение и ищет место для окукливания. Окукливание проходит в муравейниках или на поверхности почвы у основания кормового растения. Длина куколки 8—10 мм. Куколка удлинённая, светло-желтовато-зеленоватого или салатно-зелёного цвета. Стадия куколки длится 7—9 дней.
Мирмекофил, связанный с муравьями Tapinoma simrothi, Lasius niger, Camponotus, Tetramorium, Formica pratensis и другими.

## Замечания по охране
В качестве таксона Kretania pylaon sephirus (Frivaldszky, 1835) включён в Красную книгу Украины (2009).